# Rio Open 2022
Rio Open 2022 a fost un turneu profesionist de tenis masculin care s-a jucat pe terenuri cu zgură în aer liber. A fost  cea de-a 8-a ediție a Rio Open și a făcut parte din categoria turneelor ATP Tour 500. S-a desfășurat la Rio de Janeiro, Brazilia în perioada 14 – 20 februarie 2022.

## Campioni

### Simplu
Pentru mai multe informații consultați Rio Open 2022 – Simplu

### Dublu
Pentru mai multe informații consultați Rio Open 2022 – Dublu

## Distribuție puncte și premii în bani

### Puncte
Jucătorii vor primi următoarele puncte:
| Probă  | C   | F   | SF  | QF | R16 | R32 | Q   | Q2  | Q1  |
| Simplu | 500 | 300 | 180 | 90 | 45  | 20  | 10  | 4   | 0   |
| Dublu  | 500 | 300 | 180 | 90 | 0   | N/A | N/A | N/A | N/A |

### Premii în bani
| Probă  | C        | F        | SF      | QF      | R16     | R32     | Q2     | Q1     |
| Simplu | $317,400 | $169,985 | $90,650 | $48,570 | $25,900 | $13,760 | $7,285 | $4,000 |
| Dublu* | $102,210 | $54,390  | $27,520 | $13,760 | $6,960  | N/A     | N/A    | N/A    |

*per echipă